# FASTECH 360
Als FASTECH 360 werden zwei Prototypen japanischer Shinkansen-Hochgeschwindigkeitszüge bezeichnet, die zwischen 2005 und 2009 im Testbetrieb waren. Sie waren auf eine technisch zulässige Höchstgeschwindigkeit von 405 km/h und eine geplante Höchstgeschwindigkeit im Regelbetrieb von 360 km/h ausgelegt. Die Bezeichnung „FASTECH 360“ ist eine Wortneuschöpfung aus Fast (engl. schnell), Technology (engl. Technologie) und 360 (km/h).
Im Rahmen den FASTECH 360-Programms wurden zwei Züge entwickelt:
- Shinkansen-Baureihe E954 (FASTECH 360 S)
- Shinkansen-Baureihe E955 (FASTECH 360 Z)